# الغارات التركية على سنجار (2018)
شنت الغارات الجوية التركية على سنجار في 15 أغسطس/آب 2018 غارتين جويتين على إسماعيل أوزدن، عضو بارز في وحدات مقاومة سنجار(YBŞ).وقُتل أربعة آخرون في الغارة الجوية.

## خلفية
في القرن الحادي والعشرين، خاضت قوات البيشمركة العراقية، وتنظيم الدولة الإسلامية(داعش)، ووحدات مقاومة سنجار(YBŞ - PKK)،والجيش العراقي، والميليشيات معارك من أجل السيطرة على منطقة سنجار.
في أغسطس/آب2014، أدى هجوم تنظيم داعش على البلدات التي يسيطر عليها الإيزيديون والانسحاب المفاجئ لقوات البيشمركة المتمركزة إلى هزيمة المجتمعات المحلية بشكل كبير في مواجهة مسلحي داعش. ووقعت عمليات إعدام جماعي للرجال وأستعباد للنساء والأطفال الإيزيديون، يشار إليها الآن باسم مجازر سنجار وإبادة الإيزيديين على يد تنظيم الدولة الإسلامية. لجأ السكان المحليون إلى جبال سنجار التي يصعب الوصول إليها، كما فرض تنظيم داعش حصارًا على سلسلة الجبال. في الفترة من 9 إلى 11 أغسطس/آب، نجح هجوم مشترك شنته قوات سوريا الديمقراطية(PKK)ووحدات حماية الشعب الكردية والقوات الجوية الأميركية في كسر حصار سنجار وتأمين ممر هروب من جبال سنجار إلى منطقة روج آفا المتمتعة بالحكم الذاتي في سوريا. لاحقاً، أدى هجوم سنجار في ديسمبر/كانون الأول2014، مع قوات البيشمركة التابعة لحزب العمال الكردستاني، بدعم من المراقبة الجوية والدعم العسكري من جانب القوات الجوية الأمريكية، إلى السيطرة على المنطقة. سيطرت وحدات حماية الشعب على المنطقة الإيزيدية وأبقت قوات داعش والبشمركة تحت السيطرة، واستمرت في بناء وحدات مقاومة سنجار المحلية المستوحاة من حزب العمال الكردستاني.وحدات YBŞ بقيادة الشيخ خيري خضر(ت. 2014)وزكي شنجلي (ت. 2018)، وهو نفسه يشير إلى قيادة حزب العمال الكردستاني في قنديل.

## الضربات
في الخامس عشر من أغسطس/آب2018، القوات المسلحة التركية (بالتركية: Türk Silahlı Kuvvetleri)‏(القوات المسلحة التركية) بالتعاون مع منظمة الاستخبارات الوطنية التركية(بالتركية: Milli İstihbarat Teşkilatı)‏نفذت المخابرات التركية غارة جوية عبر الحدود إلى داخل الأراضي العراقية.أطلق على العملية اسم "بدرخان مصطفى كركايا" نسبة إلى الطفل الرضيع الذي يبلغ من العمر عشرة أشهر والذي قُتل مع والدته بواسطة عبوة ناسفة زرعها حزب العمال الكردستاني في سيارتهما الخاصة أثناء عودتهما من زيارة والدهما الذي كان يعمل في الدرك. رقيب متمركز في يوكسيكوفا، هكاري، جنوب شرق تركيا في 31 يوليو\تموز2018.تمكنت المخابرات التركية من الاستماع إلى هاتف أوزدن عبر الأقمار الصناعية، وتحديد مكان تواجده, راقبوا نشاطه لمدة ثلاثة أيام.أرادت طائرات بدون طيار التركية قصف معسكر سينجال، لكنها في النهاية استهدفت موكبه بدلاً من ذلك، وذلك بسبب الاستخبارات المحلية ومراقبة الطائرات بدون طيار.وذكرت وحدة استخبارات تركية أن أوزدان وصل إلى قرية كوجو حوالي الساعة 12:00بالتوقيت المحلي في 15 أغسطس\آب2018 لحضور حفل إحياء ذكرى ضحايا مجزرة سنجار التي أرتكبها تنظيم (الدولة الإسلامية في العراق والشام(داعش). على المقيمين الإيزيديين في أوائل أغسطس/آب 2014. وبقي في المنطقة حوالي ثلاث ساعات ونصف. بسبب تواجد عدد كبير من المدنيين حوله لم يتم البدء بالعملية. غادر مكان اللقاء حوالي الساعة 15:30 في سيارة مدرعة ضمن موكب من أربع سيارات، والذي تم رصده جواً وبراً لمدة حوالي 20 دقيقة. استغرقت العملية برمتها ساعتين و24 دقيقة بعد أن جمع الجانب التركي المعلومات السرية.ربما قدمت الولايات المتحدة معلومات استخباراتية لحلفائها في تركيا.ونشرت السلطات التركية مقطع فيديو يظهر فيه طائرة بدون طيار تابعة للجيش التركي تتعقب سيارتين وتطلق النار عليهما. وعندما توقفت سيارة شنجلي على جانب الطريق، استهدفتها طائرة بدون طيار وأصابت السيارة.وهرع الناس إلى الداخل، وشوهدوا وهم ينقلون الجرحى أو القتلى إلى سيارة ثانية. استهدفت طائرة مسيرة تركية السيارة الثانية التي كانت تقل شنجلي، ما أدى إلى تدميرها.
بحسب المتحدث باسم القوة المتعددة الجنسيات في العراق، فإن "تركيا نبهت التحالف إلى نيتها توجيه ضربة في منطقة سنجار، لكنها لم تقدم أي معلومات إضافية عن الأهداف".

## ردود الفعل
- الإيزيديون: يُعتبر سنغالي بطلاً بالنسبة للعديد من الإيزيديون، وذلك بسبب قيادته في عام2014 لكسر حصار جبل سنجار وقيادة عملية الإخلاء الطارئة التالية ضد داعش المستمرة، والإعدامات الميدانية للرجال وأستعباد النساء والأطفال الإيزيديون، والتي يشار إليها منذ ذلك الحين باسم مذبحة سنجار عام 2014.[14]
- علقت نيكي هيلي المندوبة الأمريكية لدى الأمم المتحدة قائلة:"نفذت تركيا اليوم عدة غارات جوية في مواقع مختلفة في سنجار. ولا تزال سنجار منطقة حرب. فكيف يمكن للإيزيديين التعافي من هذه الإبادة الجماعية، أو العودة إلى ديارهم؟".[15]
- العراق، أحمد محجوب المتحدث باسم وزارة الخارجية:"وزارة الخارجية العراقية تدين القصف الجوي التركي على سنجار ضمن المناطق المأهولة بالمدنيين".[16]
- تركيا، هيئة الأركان العامة للجيش التركي:"إسماعيل أوزدن، عضو اللجنة التنفيذية لحزب العمال الكردستاني والشخصية البارزة في الجماعة الإرهابية في سنجار ... تم القضاء عليه خلال عملية نفذتها القوات المسلحة التركية والمخابرات في 15 أغسطس".[بحاجة لمصدر]</link>
- كما انتقدت نادية مراد الغارات الجوية التركية، زاعمه أنها نفذت في ذكرى المجازر التي ارتكبها تنظيم داعش ضد الإيزيديون في قرية كوجو .[17]